# Francis Litsingi
Francis Litsingi, né le 10 septembre 1986 à Brazzaville au Congo, est un footballeur international congolais, qui évolue au poste de milieu offensif.

## Biographie

### Carrière en club
Avec les clubs du Cotonsport Garoua, du Kecskeméti TE et du Sparta Prague, Francis Litsingi dispute deux matchs en Ligue des champions, pour un but inscrit, et 4 matchs en Ligue Europa.

### Carrière internationale
Francis Litsingi compte 9 sélections avec l'équipe du Congo depuis 2011. 
Il est convoqué pour la première fois en équipe du Congo par le sélectionneur national Robert Corfou, pour un match des éliminatoires de la CAN 2012 contre le Ghana le 3 juin 2011. Le match se solde par une défaite 3-1 des Congolais. 
Le 7 janvier 2015, Claude Le Roy annonce que Francis Litsingi fait partie des 23 appelés pour disputer la CAN 2015 en Guinée équatoriale. Il joue deux matchs contre le Burkina Faso et la RD Congo.

## Palmarès

### En club
- Avec le Saint-Michel Ouenzé
  - Champion du Congo en 2003

- Avec le Cotonsport Garoua
  - Champion du Cameroun en 2006, 2007 et 2008
  - Vainqueur de la Coupe du Cameroun en 2007 et 2008

- Avec le Kecskeméti TE
  - Vainqueur de la Coupe de Hongrie en 2011

### Distinctions personnelles
- Meilleur buteur du Championnat du Congo en 2005 (20 buts)
- Meilleur buteur du Championnat du Cameroun en 2006 (15 buts)